# Афро Келт Саунд Систъм
„Афро Келт Саунд Систъм“ (Afro Celt Sound System) е музикална група, която смесва модерни ритми от електронния денс (трип хоп, техно и пр.) с традиционна ирландска (келтска) и западна африканска музика.
Тя е сформирана от продуцента и китарист Саймън Емерсън, който има номинация за „Грами“. Счита се за фолклорна супергрупа, като често си сътрудничи с гост-музиканти за албумите си.
Нейните албуми се издават чрез „Риъл Уърлд Рекърдс“ на Питър Гейбриъл. Често е цитирана като втората най-продавана група от този лейбъл, като изостава единствено от самия Гейбриъл. Поразяващите ѝ изпълнения на живо са сред най-забележителните моменти от фестивалите УОМАД (от World of Music, Arts and Dance, Свят на музиката, изкуствата и танца). Подписва договор с „Риъл Уърлд“ за пет албума, като последният от поредицата, Anatomic, излиза през 2005 година.
След поредица от фестивални изяви през 2007 година групата прави творческа пауза. През 2010 година тя се сформира отново и прави представления (включително се завръща на УОМАД), а освен това записва компилация, наречена Captured.

## Дискография
1. Volume 1: Sound Magic (1996)
2. Volume 2: Release (1999)
3. Volume 3: Further in Time (2001)
4. Seed (2003)
5. Pod (албум с ремикси) (2004)
6. Volume 5: Anatomic (2005)
7. Capture: 1995-2010 (2010) (компилация)